# Gomesa fischeri
Gomesa fischeri là một loài thực vật có hoa trong họ Lan. Loài này được Regel mô tả khoa học đầu tiên năm 1856.